# ITA Division I National Men’s Team Indoor Championship
Bei der ITA Division I National Men’s Team Indoor Championship wird jedes Jahr der Hallen-Mannschaftsmeister der Herren im US-amerikanischen College Tennis ermittelt. Das Turnier wird von der Intercollegiate Tennis Association (ITA) organisiert.

## Geschichte
Die erste Austragung des Turniers fand im Jahr 1973 statt. Den Titel holte in diesem Jahr die Mannschaft der Stanford University.

## Turnierformat
Für das Turnier qualifizieren sich 15 Mannschaften über das ITA Division I Kick-Off Weekend; den letzten Startplatz erhält das Team der gastgebenden Universität. Beginnend mit dem Achtelfinale wird nun im K.-o.-System der Meister ermittelt. Für die Zählweise bei Mannschaftsspielen, siehe College Tennis.
Zeitpunkt der Austragung ist immer die Frühlingssaison; zumeist im Februar.